# Ernst Keller (Politiker, September 1900)
Ernst Keller (* 11. September 1900 in Neheim; † 21. Juli 1963 in Bonn) war ein deutscher Politiker der FDP.

## Leben und Beruf
Nach dem Abschluss des Realgymnasiums besuchte Keller, der römisch-katholischen Glaubens war, verschiedene Handelsschulen in Deutschland und im europäischen Ausland. 1918 nahm er noch am Ersten Weltkrieg teil. 1919 gründete er mit der heute noch bestehenden Ernst Keller GmbH & Co. KG eine Metallwarenfabrik in Neheim und beteiligte sich an einer Maschinenfabrik in Müschede. Zwischenzeitlich war aber auch in Italien (1920/21) und in Großbritannien (1931/32) tätig. 1939 wurde er kurzzeitig zum Kriegsdienst eingezogen, aber schon bald vom Dienst befreit.

## Partei
Keller beantragte am 22. Juni 1937 die Aufnahme in die NSDAP und wurde rückwirkend zum 1. Mai desselben Jahres aufgenommen (Mitgliedsnummer 7.053.848). Er beteiligte sich an der Gründung der FDP im Kreis Arnsberg und war seit 1951 deren Vorsitzender. Er war auch stellvertretender Vorsitzender des FDP-Bezirksverbandes Westfalen-Süd und Mitglied des Landesvorstandes Nordrhein-Westfalen.

## Abgeordneter
Seit 1952 war Keller Stadtverordneter in Neheim-Hüsten, wo er der FDP-Fraktion vorstand. Dem Deutschen Bundestag gehörte Keller von 1957 bis zu seinem Tode an. Von 1961 bis zu seinem Tode war er stv. Vorsitzender des Außenhandelsausschusses des Bundestages.